# Hyponerita rosacea
Hyponerita rosacea là một loài bướm đêm thuộc phân họ Arctiinae, họ Erebidae.